# سمیر بروینا
سمیر بروینا (انگلیسی: Samir Bourouina؛ زادهٔ ۱ اوت ۱۹۷۸) بازیکن فوتبال اهل فرانسه است.